# Diana Mason
Diana Mason (29 de abril de 1933-29 de marzo de 2016) fue una jinete británica que compitió en la modalidad de concurso completo. Ganó dos medallas de oro en el Campeonato Europeo de Concurso Completo, en los años 1954 y 1955.

## Palmarés internacional
| Campeonato Europeo | Campeonato Europeo    | Campeonato Europeo | Campeonato Europeo |
| Año                | Lugar                 | Medalla            | Categoría          |
| ------------------ | --------------------- | ------------------ | ------------------ |
| 1954               | Basilea (Suiza)       | Medalla de oro     | Por equipos        |
| 1955               | Windsor (Reino Unido) | Medalla de oro     | Por equipos        |